# 日本さわやかグループ
株式会社日本さわやかグループ（にほんさわやかグループ）は、熊本県熊本市東区に本社を置く、クリーニングチェーン「ホワイト急便」のFC本部である。
日本さわやかグループ自体はフランチャイズ本部機能のみでクリーニング事業を行っておらず、実際の業務は全国に設置されたエリア本部であるフランチャイジー企業が行っている。
ホワイト急便従業員による染み抜きやドライクリーニングの大会が毎年行われている。

## 沿革
- 1973年 - 熊本県でデイリークリーニングサービス開始。
- 1977年 - 日本さわやかグループが熊本に誕生。
- 1986年8月21日 - 本部・株式会社日本さわやかグループ設立。
- 1988年 - 北海道進出。
- 1989年 - 沖縄進出。
- 1990年 - 韓国進出。
- 1991年 - 熊本じゅうたん工場が稼動。
- 1998年 - 熊本塾開校。インドネシアに進出。
- 2000年 - 中国にフランチャイズ工場開設。

## 関連会社
- 中園化学株式会社
- 有限会社ニューオーシャン
- 株式会社クリーニングサービスネット（旧 サワヤカ広告社）